# Русадир
Русадир (Руссадир или Русаддир, Rusaddir на латыни, Ῥυσσάδειρον по-гречески) — город в Северной Африке (ныне испанская Мелилья), основанный финикийцами, осуществлявшими колонизацию западного Средиземноморья. Здесь они основали факторию, как явствует из надписей в некрополе, расположенном вблизи Мелильи.
С VI века до н. э. город находился в руках карфагенян, и позже вошёл в состав Римской империи.